# 勤続
| ウィキペディアには「勤続」という見出しの百科事典記事はありません（タイトルに「勤続」を含むページの一覧/「勤続」で始まるページの一覧）。 代わりにウィクショナリーのページ「勤続」が役に立つかもしれません。 |